# Fredrik av Utrecht
Fredrik I, född omkring 780, död 18 juli 838, var biskop av Utrecht från ungefär 814/816 och fram till sin död. Han har helgonskap både i den romersk-katolska kyrkan och den ortodoxa kyrkan.
Han föddes omkring år 780 i Friesland och var barnbarn till den hedniske stamkungen Radbod. Enligt de tillgängliga kyrkoarkiven blev han mördad den 18 juli 838, dock har även andra källor angivit olika datum för hans olaga frånfälle.
Vid en ung ålder blev den unge Fredrik allmänutbildad av Utrechts lokala prästerskap, och då i synnerhet av dess biskop, Rikfried. Efter denna kyrkliga skolgång blev han slutligen både till yrke och kall en prästman. Han fick i uppdrag att omvända de sista kvarvarande hedningarna i stiftets norra del, men också hedningar i områden bortom stiftsgränsen.  
Efter att biskop Rikfried hade avlidit omkring 815/816 utvaldes Fredrik som sin lärofaders efterträdare. Under sin ämbetstid som biskop i hemstaden blev han mäkta beryktad för sin fromhet och lärdom, samt uppehöll en brevkorrespondens med Mainz blivande ärkebiskop, Rabanus Maranus. Vid synoden i Mainz lovprisades dessutom Fredrik för sitt goda förstånd och sin kyrkliga lärdomskonst. Fredrik anses vara den som låtit åstadkomma den skriftliga Helgonberättelsen " Vita S Bonifacii  " .
Det är oklart exakt om hur Fredrik bragtes om livet. Det är fastställt att han blev mördad, men vem som anstiftade dådet och varför det skedde är inte lika fastställt. Hans helgonlegend säger att han dräptes av två banemän med dolkar, efter mässogudstjänsten den 18 juli 838. Enligt kyrkokrönikörer under den äldre medeltiden såsom exempelvis, William av Malmesbury, lät kejsarinnan Judith mörda honom. Detta eftersom hon ogillade Fredriks hårda fördömande av hennes omoraliska skörlevnad. Senare katolska skriftställare, såsom kardinal Cesare Baronius, och kyrkohistorikern Jean Mabillon, menar dock att biskop Fredrik mördades av hedningar som högeligen ogillade hans kristna förkunnelse och missionsarbete.
Den senare uppgiften är troligtvis den mest sannolika, eftersom samtida uppgifter om kejsarinnan Judith ej berättar något om hennes påstått odygdiga livsföring, eller för delen att biskop Fredrik lät anklaga henne för sådana ogudaktiga försyndelser . Dessutom är det känt att det landområde, Walcheren, som hans banemän utskickades från, var i högsta grad fientligt inställd mot Fredrik och hans kristna troslära.
Kort efter sin död helgonförklarades Fredrik, med särskild åminnelsedag den 18 juli, (sedan 1702 också firad såsom namnsdag i Sverige) samt är numera också skyddshelgon för de döva. Sin sista vila erhöll han i Sankt Salvatorskyrkan i hemstaden Utrecht .